# Paprika Steen

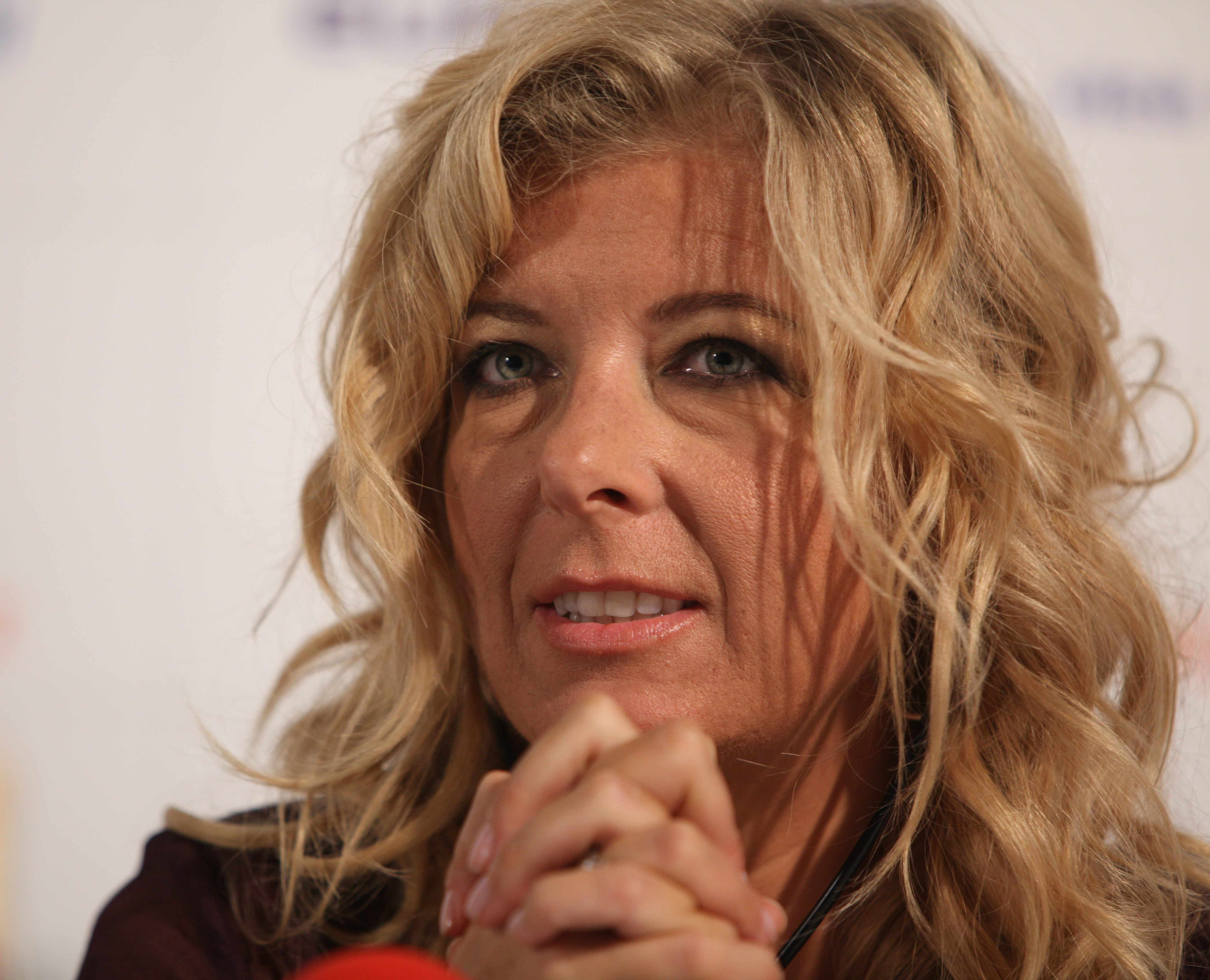
Paprika Steen (2009)

Paprika Steen, bürgerlich Kirstine Steen (* 3. November 1964 in Frederiksberg), ist eine dänische Schauspielerin und Filmregisseurin.

## Leben
Die Tochter der Schauspielerin Avi Sagild und des Musikers Niels Jørgen Steen arbeitete nach dem Abschluss ihrer Schauspielausbildung an der Odense Teaterskole zunächst als Theaterschauspielerin (unter anderem am Det Kongelige Teater in Kopenhagen) und wirkte in mehreren Fernsehfilmen mit.
In Deutschland wurde sie hauptsächlich durch ihre Rollen in mehreren Dogma-Kinofilmen wie Die Idioten, Mifune – Dogma III, Das Fest und Open Hearts bekannt. Außerdem sah man sie regelmäßig in der ZDF-Krimiserie Der Kommissar und das Meer als Ehefrau des von Walter Sittler dargestellten Kommissar Anders. Neben dem Baltischen Filmpreis für ihr Regiedebüt Lasset die Kinder (2004) erhielt sie mehrere weitere Auszeichnungen, darunter viermal den dänischen Bodil-Preis und dreimal den Robert der Dänischen Filmakademie. 2011 erhielt sie den Lauritzen-Preis. Im Jahr 2014 wurde sie mit dem Wissenschafts- und Kulturpreis Tagea Brandts Rejselegat ausgezeichnet.
Paprika Steen gab 2004 ihr Regiedebüt mit dem Drama Lad de små børn (Aftermath), das die Trauerverarbeitung eines jungen Paars nach dem Verlust ihres Kindes thematisiert. Der Film wurde unter anderem bei den  Nordischen Filmtage in Lübeck und dem Film by the Sea International Festival ausgezeichnet.
2007 folgte die Komödie Til døden os skiller (With Your Permission), 2018 die Familiengeschichte Den tid på året (That Time of Year) und 2022 die Gesellschaftssatire Fædre & mødre (Fathers and Mothers).
Steen ist mit dem Produzenten Mikael Rieks verheiratet.

## Filmografie (Auswahl)

### Als Schauspielerin
- 1971: Den forsvundne fuldmægtig
- 1993: Schwarze Ernte (Sort høst)
- 1996: Zwei Helden (De største helte)
- 1997: Hannibal & Jerry
- 1998: Idioten (Idioterne)
- 1998: Das Fest (Festen)
- 1999: Mifune – Dogma III (Mifune)
- 2000: Dancer in the Dark
- 2000: Hilfe! Ich bin ein Fisch (Hjælp, jeg er en fisk)
- 2002: Der Junge, der ein Bär sein wollte (Drengen der ville gøre det umulige)
- 2002: Für immer und ewig (Elsker Dig For Evigt)
- 2002: Okay
- 2003: Stealing Rembrandt – Klauen für Anfänger (Rembrandt)
- 2004: Lasset die Kinder (Regie; Lad de små børn …)
- 2005: Adams Äpfel (Adams æbler)
- 2007–2010: Der Kommissar und das Meer (Fernsehreihe) → siehe Episodenliste
- 2007: Alien Teacher (Vikaren)
- 2008: Wen du fürchtest (Den du frygter)
- 2009: Applaus
- 2010: Alting bliver godt igen
- 2010: Skeletons
- 2011: Superclassico … meine Frau will heiraten! (SuperClásico)
- 2012: Love Is All You Need (Den skaldede frisør)
- 2014: Silent Heart – Mein Leben gehört mir (Stille hjerte)
- 2017: Countdown Copenhagen (Gidseltagningen, Fernsehserie)
- 2018: The City & The City (Fernsehserie, vier Folgen)
- 2019: Domino – A Story of Revenge (Domino)
- 2023: Nightwatch: Demons Are Forever (Nattevagten – Dæmoner går i arv)
- 2024: Families Like Ours – Nur mit Euch (Familier som vores, Fernsehserie, 7 Folgen)

### Als Regisseurin
- 2004: Aftermath (Lad de små børn)
- 2007: With Your Permission (Til døden os skiller)
- 2018: That Time of Year (Den tid på året)
- 2022: Fathers and Mothers (Fædre & mødre)

## Auszeichnungen
Bodil
- 2024: Beste Hauptdarstellerin für Toves værelse